# 128. вечити дерби у фудбалу
128. вечити дерби у фудбалу је фудбалска утакмица одиграна у Београду 24. фебруара 2007. године, између Црвене звезде и Партизана. Утакмица се завршила резултатом 4 : 2 (1 : 0) за Партизан.